# European Sevens Championship 2002
El European Sevens Championship de 2002 fue la primera edición del campeonato de selecciones nacionales masculinas europeas de rugby 7.

## Fase de grupos

### Grupo A
| Equipo     | Encuentros | Encuentros | Encuentros | Encuentros | Tantos  | Tantos    | Tantos     | Puntos |
| Equipo     | jugados    | ganados    | empatados  | perdidos   | a favor | en contra | diferencia | Puntos |
| ---------- | ---------- | ---------- | ---------- | ---------- | ------- | --------- | ---------- | ------ |
| Francia    | 5          | 5          | 0          | 0          | 121     | 24        | +97        | 15     |
| Alemania   | 5          | 3          | 0          | 2          | 118     | 74        | +44        | 11     |
| Lituania   | 5          | 3          | 0          | 2          | 140     | 68        | +72        | 11     |
| Polonia    | 5          | 2          | 0          | 3          | 82      | 57        | +25        | 9      |
| Dinamarca  | 5          | 2          | 0          | 3          | 71      | 118       | –47        | 9      |
| Luxemburgo | 5          | 0          | 0          | 5          | 14      | 205       | –191       | 5      |

### Grupo B
| Equipo          | Encuentros | Encuentros | Encuentros | Encuentros | Tantos  | Tantos    | Tantos     | Puntos |
| Equipo          | jugados    | ganados    | empatados  | perdidos   | a favor | en contra | diferencia | Puntos |
| --------------- | ---------- | ---------- | ---------- | ---------- | ------- | --------- | ---------- | ------ |
| Portugal        | 5          | 4          | 0          | 1          | 133     | 36        | +97        | 13     |
| Georgia         | 5          | 4          | 0          | 1          | 123     | 38        | +85        | 13     |
| Ucrania         | 5          | 4          | 0          | 1          | 88      | 31        | +57        | 13     |
| Malta           | 5          | 2          | 0          | 3          | 53      | 115       | –62        | 9      |
| Países Bajos    | 5          | 1          | 0          | 4          | 64      | 111       | –47        | 7      |
| República Checa | 5          | 0          | 0          | 5          | 38      | 168       | –130       | 5      |

## Fase Final

#### Copa de oro
|  | Semifinales | Semifinales | Semifinales |         |          | Copa         | Copa         | Copa         |  |
|  |             |             |             |         |          |              |              |              |  |
|  |             |             |             |         |          |              |              |              |  |
|  | Portugal    | Portugal    | 19          |         |          |              |              |              |  |
|  | Portugal    | Portugal    | 19          |         |          |              |              |              |  |
|  | Alemania    | Alemania    | 7           |         |          |              |              |              |  |
|  | Alemania    | Alemania    | 7           |         | Portugal | Portugal     | 24           |              |  |
|  |             |             |             |         | Portugal | Portugal     | 24           |              |  |
|  |             |             | Georgia     | Georgia | 14       |              |              |              |  |
|  | Georgia     | Georgia     | Georgia     | Georgia | 14       | 12           |              |              |  |
|  | Georgia     | Georgia     |             |         |          | 12           |              |              |  |
|  | Francia     | Francia     | 10          |         |          | Tercer lugar | Tercer lugar | Tercer lugar |  |
|  | Francia     | Francia     | 10          |         |          | Tercer lugar | Tercer lugar | Tercer lugar |  |
|  |             |             |             |         |          |              |              |              |  |
|  |             |             |             |         |          | Alemania     | Alemania     | 19           |  |
|  |             |             |             |         |          | Alemania     | Alemania     | 19           |  |
|  |             |             |             |         |          | Francia      | Francia      | 7            |  |
|  |             |             |             |         |          | Francia      | Francia      | 7            |  |
|  |             |             |             |         |          |              |              |              |  |

| Bandera de Portugal |
| Campeón Portugal    |
| Primer título       |